# Per ardua ad astra

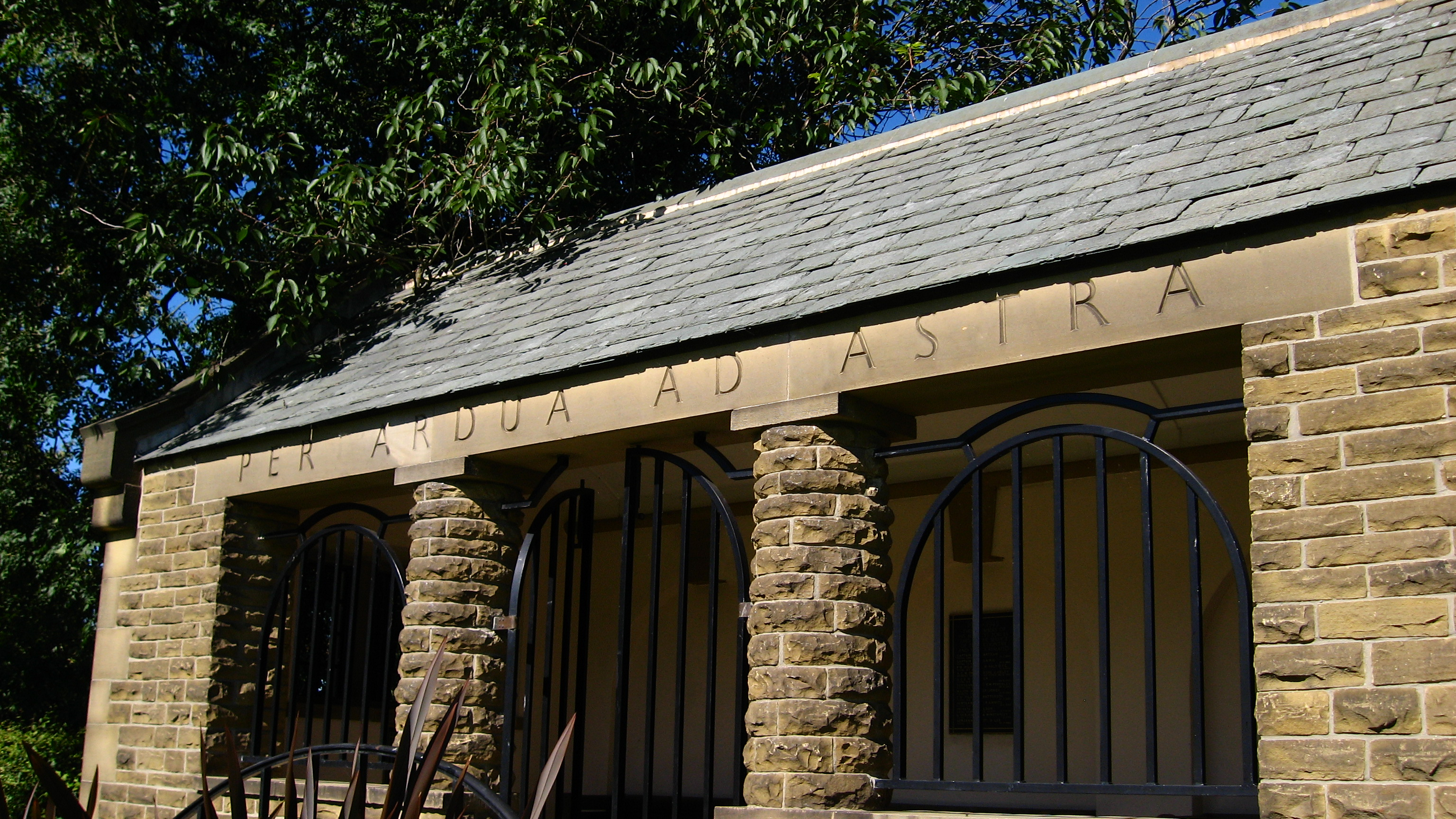
Motto RAF na vojenském hřbitově v Harrogate, Anglie

Per ardua ad Astra (česky Přes nepřízeň osudu ke hvězdám popř. Přes překážky ke hvězdám) je oficiální motto RAF a ostatních vzdušných sil spadajících pod území Commonwealthu, jako např. RAAF, RCAF nebo RNZAF. Používání tohoto motta pocházejícího z latiny se datuje od roku 1912, kdy začalo být používáno nově vznikajícími Royal Flying Corps.

## Původ
S myšlenkou oficiálního motta Britských vzdušných sil přišel plukovník Frederick Sykes. Mělo se jednat o motto, které by povzbudilo soudržnost, bojovnost a solidaritu (esprit de corps) v právě vznikajících leteckých jednotkách. Faktické znění motta, jak ho známe dnes, se vztahuje k poručíku J. S. Yulemu, který v jedné debatě s nižšími důstojníky na téma nového motta uvedl frázi Sic itur ad Astra od antického básníka Vergilia. Yule poté motto pozměnil na dnes známé Per ardua ad Astra. Toto znění bylo nakonec předáno plukovníku Sykesovi, který ho schválil. Námět byl později předán ministerstvu války a následně králi, který definitivně potvrdil jeho přijetí.
Na otázku, odkud motto pochází, lze odpovědět následovně: Poručík Yule v době debat nad novým mottem četl knihu Děti mlhy (The People of the Mist) od sira Henryho Ridera Haggarda. V první kapitole této knihy se totiž vyskytuje pasáž – "Po jeho pravici se nacházely dvě majestátní, krásně opracované železné brány, podepřené kamennými pilíři, na jejichž vrcholu stáli gryfové z černého mramoru objímající erby s nápisem Per ardua ad Astra". Je možné, že právě tato pasáž vzbudila v čtenáři tolik požadovanou a důležitou bojovnost a solidaritu.
Avšak dodnes není úplně jasné, odkud dotyčnou frázi převzal samotný autor knihy sir Henry Rider Haggard, jedno z možných vysvětlení se vztahuje k jeho rodinnému původu, Haggard byl totiž potomek irské rodiny Mulvany, která tuto frázi používala jako rodinné motto po několik století – původně překládáno jako "Přes obtíže ke hvězdám" (Through Struggles to the Stars). Spolehlivý překlad hesla je však nejistý stejně jako jeho původ. Navíc někteří odborníci mají tuto frázi za nepřeložitelnou díky faktu, že slova Ardua (např. strmý, příkrý) a Astra mohou mít mnoho různorodých významů. Avšak v rámci RAF a ostatních vzdušných sil Commonwealthu je nadále překládán jako "Přes nepřízeň osudu ke hvězdám".